# Fermoselle

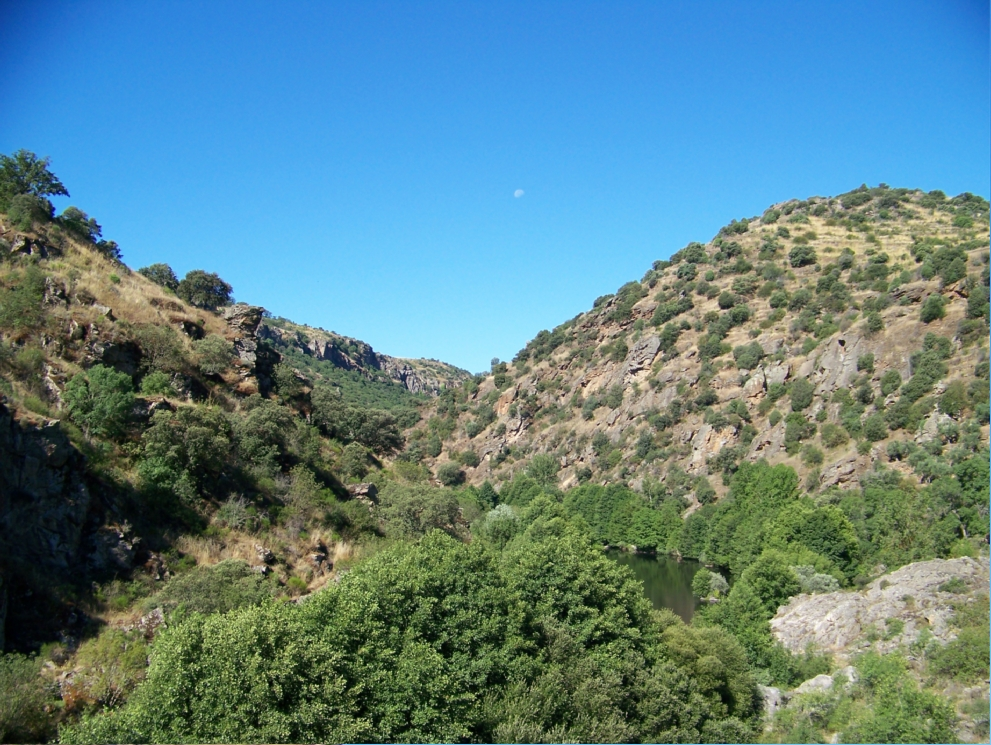
Sông Tormes gần Fermoselle

Fermoselle à một đô thị trong tỉnh Zamora, Castile và León, Tây Ban Nha. Dân số 1499 người.
Đô thị này nằm ở độ cao 660 m trên mực nước biển, cách tỉnh lỵ 63 km. Diện tích là 69,34 km², dân số 1.482 người (INE 2007) với mật độ dân số 21,37 người/km²